# Ut Video Codec Suite
UT Video Codec Suite は高速で、ロスレスなビデオコーデックである。梅澤威志によって開発され、GNU General Public Licenseで配布されている。UT Video Codecのアルゴリズムは、ハフマン符号に基づいている。
UT Videoは、より良い圧縮率を実現するために、HuffYUVの代替として開発された。YUV422（ULY2）、RGB（ULRG）、RGBA（Ulra）、YUV420（ULY0）などの色空間に対応している。
x86とx64のcpuに対応している。マルチスレッドをサポートしており、HDTV素材をリアルタイムでエンコードすることも可能である。 速度の最適化に頻繁のためSSE2命令セットが頻繁に使われており、サポートが必須である。
UT Videoは次のFOURCCコードを使用している：ULY0、ULY2、ULRA、ULRG。